# Lynn Chadwick
 (novembre 2014).
Si vous disposez d'ouvrages ou d'articles de référence ou si vous connaissez des sites web de qualité traitant du thème abordé ici, merci de compléter l'article en donnant les références utiles à sa vérifiabilité et en les liant à la section « Notes et références ».
Lynn Chadwick (né le 24 novembre 1914 à Londres et mort le 25 avril 2003 à Stroud, Gloucestershire) est un sculpteur britannique.

## Biographie
Lynn Chadwick est né à Barnes en banlieue de Londres en 1914. À 19 ans, après avoir été formé, il fait du dessin d’architecture à Londres, jusqu'en 1939. Il passe la guerre entre le Canada et les États-Unis. En 1940, il travaille dans le milieu agricole pendant un an. En 1947, il déménage à Gloucestershire et devient designer indépendant. C’est à cette époque, inspiré par Calder, qu’il commence à faire des mobiles, à partir de balsa, de feuilles de cuivre et de laiton et de fils d'aluminium, dont l’un, en aluminium et en bois, sera présenté lors de l’Aluminum Development Stand à l’exposition Builders' Trades. C’est en 1950, que Lynn Chadwick fait sa première exposition en solo, à la galerie Gimpel fils à Londres. Jusqu’en 1954, il produira un grand nombre d’œuvres très différentes : mobile, meuble, textile… 
Il peaufine peu à peu sa méthode, soudant des tiges d'acier pour former des armatures remplies ensuite de Stolit, un matériau composite de limaille de fer et de plâtre. Cette approche lui permet de façonner des silhouettes humaines tordues, caractéristiques de son style. 
En 1956, il reçoit son premier prix à la Biennale de Venise (à laquelle il avait également participé en 1952), c’est à partir de ce prix qu’il commence à s’imposer sur la scène de l’architecture contemporaine. Il reçoit également en 1957 le prix Hors concours de la Biennale de São Paulo, devenant ainsi le premier récipiendaire d'origine britannique. Il est reconnu comme étant un talentueux successeur d’Henry Moore. En 1964, il reçoit le titre honorifique de CBE (compagnon de l’Empire britannique). Ces succès lui permettent d'envisager des œuvres de plus grande envergure, notamment en bronze, et de recevoir de nombreuses commandes d’œuvres d'art publiques. 
C’est dans la maison familiale, un manoir somptueux qui domine la vallée de Toadsmoor, Gloucestershire, que Lynn Chadwick est mort en 2003. La même année, la Tate Britain lui consacre une rétrospective.

## Son œuvre

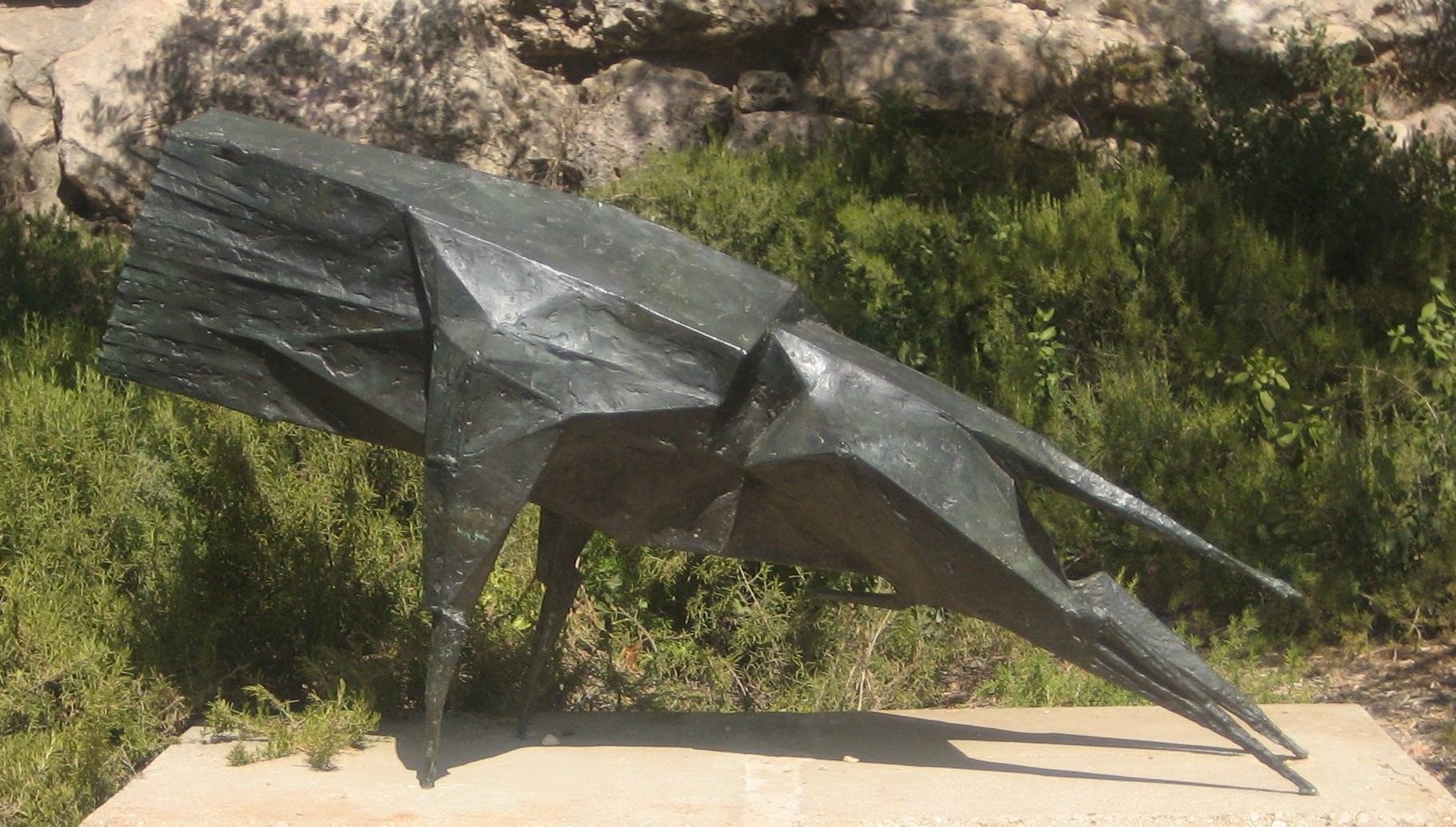
Lion rugissant, 1960, Musée d'Israël, Jérusalem.

Lynn Chadwick est un sculpteur complet, puisqu’il connaît aussi bien la pratique que le côté artistique de la sculpture, c’est pour cela que son travail est très moderne. Ses moulages, ses soudures forment des œuvres pleines de sens et de poésie. 
Niveau influence, Lynn Chadwick s’inspire de l’atmosphère du moment : pendant la guerre froide, ses sculptures étaient souvent dotées de formes rappelant des ailes d'oiseau ou des nageoires de poisson, des formes décrites par Herbert Read comme « la géométrie de la peur ». Peu à peu, les sculptures se sont « détendues » (comme l’atmosphère) : les personnages de Lynn Chadwick se retrouvent dans des positions beaucoup plus paisibles.

## Quelques œuvres
- Stairs, 1991
- Sitting Figures, 1989
- Maquette IV Walking Cloaked Figures, 1978
- Figure III, 1966
- Group of Standing Figures, 1952